# 8K713
El GR-1 (en ruso: ГР-1, designación GRAU: 8К713, designación OTAN: Scrag o Global Rocket 1) fue un diseño de misil balístico intercontinental soviético diseñado por Sergéi Koroliov en 1962. Se desarrolló debido a la petición de las autoridades soviéticas para el diseño de un misil capaz de poner en órbita una cabeza nuclear de 1.500 kg equipada con el sistema de bombardeo orbital fraccional (FOBS) (del inglés: Fractional Orbital Bombardment System). Nunca llegó a entrar en servicio, ya que el proyecto fue cancelado en 1964 a favor del R-36-O de Mijaíl Yangel.

## Desarrollo
El diseño de Korolev utilizaba oxígeno líquido y queroseno como propelentes, a pesar de que las autoridades militares favorecían el uso de propelentes almacenables, aunque más tóxicos. Habría usado elementos ya existentes o en fase de desarrollo: la primera etapa sería una versión más ancha de la primera etapa del misil R-9M, la segunda etapa sería una adaptación de la tercera etapa del lanzador Soyuz y la tercera etapa sería un desarrollo de la cuarta etapa del lanzador Molniya. Los GR-1 se lanzarían desde los silos ya existentes para los R-9.
El trabajo de diseño comenzó el 15 de marzo de 1962. Para el 24 de septiembre (fecha oficial de la resolución en la que se pedían diseños de misiles capaces de poner cabezas nucleares en órbita) ya estaba disponible una maqueta del misil y los esquemas del diseño. Se programaron vuelos de prueba para el tercer cuarto de 1963, pero problemas con el desarrollo de la primera etapa retrasaron las fechas. En marzo de 1964 el proyecto fue cancelado.
La cancelación del GR-1 influyó negativamente en el desarrollo del cohete lunar N-1 ya que Koroliov esperaba poder probar con el GR-1 el concepto de motores a usar en el N1, pero la cancelación hizo esto imposible. 
El 8K713 jamás llegó a estar en servicio con las Fuerzas de Cohetes Estratégicos soviéticas.

## Especificaciones
- Empuje en despegue: 1.441 kN
- Masa total: 117.000 kg
- Diámetro: 2,68 m
- Longitud total: 35,31 m
- Envergadura: 2,85 m
- Ojiva: 2300 kg